# Frédéric Rouvillois
Pour les articles homonymes, voir Rouvillois.
Frédéric Rouvillois, né le 19 août 1964, est un essayiste, romancier et juriste français.
Il a publié plusieurs romans et une cinquantaine d’essais, consacrés pour l'essentiel au droit constitutionnel et à l’histoire des mœurs et des représentations politiques. Conservateur, il est royaliste et maurrassien.

## Biographie

### Formation
Frédéric Rouvillois est docteur en droit (1994) et agrégé de droit public (1998).

### Carrière
Maître de conférences à l'université de Rouen (1994-1998) puis professeur agrégé de droit public à Caen (1998-2002), il est nommé à l'université Paris-Descartes en 2002. Il y enseigne le droit constitutionnel et les libertés fondamentales.
Entre 2004 et 2009, il est conseiller de la Fondation pour l'innovation politique. Il a été membre suppléant du Tribunal suprême de Monaco de 2007 à 2015.
En 2017, il codirige un Dictionnaire du conservatisme où « Maurras était omniprésent »; puis, en 2022, un Dictionnaire du progressisme dominé par les figures de Saint-Simon et d'Emmanuel Macron. 
En 2018, avec notamment Chantal Delsol et Charles Beigbeder, il est à l'initiative de la Fondation du Pont-Neuf, conservatrice. Il est depuis 2022 le directeur éditorial des Éditions de Flore.
D'après Le Monde, il est un maurrassien assumé.

### Participation à des revues
Il collabore dans les années 1990 à la revue royaliste Réaction sous le nom de plume d'« E. Marsala »,. Sous ce pseudonyme, ou sous son nom d'état-civil, il collabore également au bimensuel souverainiste Vu de France, au trimestriel monarchiste Les Épées (2001-2010) et à la revue de Florence Kuntz, Salamandra (2002-2004).
Chroniqueur pour le mensuel dirigée par Élisabeth Lévy, Causeur, il intègre le comité éditorial du magazine conservateur L'Incorrect, qui a pour objectif le rassemblement des droites, en septembre 2017.

## Publications
- L'Invention du Progrès, 1680-1730. Aux origines de la pensée totalitaire, Kimé, 1998, rééd. CNRS Editions, 2011.
- Les Origines de la Ve République, Presses universitaires de France, coll. « Que sais-je ? », 1998 ; nouvelle édition revue et augmentée, CNRS Éditions, coll. « Biblis », 2018
- L'Utopie, Flammarion, 1998
- Le Droit, Flammarion, 1999
- Droit constitutionnel. Fondements et pratiques, Flammarion, 2002, 8e édition, 2025.
- Droit constitutionnel. La Ve République, Flammarion, 2002, 7e édition, 2023.
- L'Avenir du référendum, éditions François-Xavier de Guibert, 2006
- Histoire de la politesse de la Révolution à nos jours, Flammarion, 2006 (trad espagnol, portugais, chinois)
- L'Externalisation, ou comment recentrer l'État sur ses compétences essentielles, Fondation pour l'innovation politique, 2008
- Les Nouveaux Territoires de l'État, préface de Bernadette Malgorn, La Documentation française, 2008
- Histoire du snobisme, Flammarion, 2008
- Les Déclarations des droits de l’homme, Flammarion/Le Monde, 2009
- Le Collectionneur d'impostures, Flammarion, 2010
- Histoire des best-sellers, Flammarion, 2011 (trad russe, coréen, roumain et japonais)
- Libertés fondamentales, Flammarion, coll. « Champs-Université », 2012, 3e édition, 2019
- Crime et Utopie, une nouvelle enquête sur le nazisme, Flammarion, coll. « Essais », 2014
- Le Royaume du Maroc au miroir de la France, Res publica, 2014
- Être (ou ne pas être) républicain, Éditions du Cerf, 2015
- La Clameur de la Terre. Les leçons politiques du Pape François, Jean-Cyrille Godefroy, 2016
- Un dictionnaire nostalgique de la politesse, Flammarion, 2016
- Liquidation. Emmanuel Macron et le saint-simonisme, Cerf, 2020
- Le Gouvernement des juges : histoire d'un mythe politique, Paris, Desclée de Brouwer, 260 p., 2023  (ISBN 978-2220098043)
- Politesse et politique, Éditions du Cerf, 2024

### En collaboration et/ou direction d'ouvrage
- Quinquennat ou septennat (avec Christophe Boutin), Flammarion, coll. « Dominos », 2000
- La Cohabitation, fin de la République ? (dir.), éditions François-Xavier de Guibert, 2001
- L'Abstention électorale, apaisement ou épuisement?, colloque sous la direction de Christophe Boutin et de Frédéric Rouvillois, François-Xavier de Guibert, 2001
- Décentraliser en France : Idéologies, histoire et prospective, sous la direction de Christophe Boutin et de Frédéric Rouvillois, François-Xavier de Guibert, 2003
- Partis politiques et démocratie : Inséparables mais incompatibles ?, sous la direction de Christophe Boutin et de Frédéric Rouvillois, François-Xavier de Guibert, 2005
- Le Modèle juridique français : un obstacle au développement économique?, colloque sous la direction de Frédéric Rouvillois, Dalloz Actes, 2005
- Le Coup d'État, recours à la force ou dernier mot du politique ?, sous la direction de Christophe Boutin et de Frédéric Rouvillois, François-Xavier de Guibert, 2007
- La Société au risque de la judiciarisation (dir.), Litec Colloques et débats, 2008
- Le Maroc en marche, codirigé avec Jean-Yves de Cara et Charles Saint-Prot, CNRS Editions, 2009
- Vers un modèle marocain de régionalisation - État, territoire et développement dans un pays émergent, codirigé avec Charles Saint-Prot et Ahmed Bouachik, CNRS Editions, 2010
- La Privatisation de l’État, codirigé avec Michel Degoffe, CNRS Editions, 2012
- L’État optimal (dir.), préface de Michel Camdessus, La Documentation française, 2012
- L'Exception marocaine, codirigé avec Charles Saint-Prot, Éditions Ellipses, 2013
- Les Micro-États au XXIe siècle (dir.), Cerf, coll. « Patrimoine », 2017
- Les Présidents de la Ve République et les libertés, préface de Valéry Giscard d'Estaing, (dir. avec Xavier Bioy, Alain Laquièze et Thierry Rambaud), CNRS Éditions, 2017
- Le Dictionnaire du conservatisme (dir. avec Olivier Dard et Christophe Boutin), Cerf, coll. « Idées », 2017
- La Révolution de 1958 (dir.), Cerf, coll. « Patrimoine », 2019
- Le Dictionnaire des populismes (dir. avec Olivier Dard et Christophe Boutin), Cerf, coll. « Idées », 2019
- Le Dictionnaire du progressisme (dir. avec Olivier Dard et Christophe Boutin), Cerf, coll. « Idées », 2022
- Les Parrainages, ou comment les peuples se donnent des maîtres (avec Christophe Boutin), Paris, La Nouvelle Librairie/Fondation du Pont-Neuf, coll. « Le petit livre noir », 2022
- La Proportionnelle, ou comment rendre la parole au peuple, (avec Christophe Boutin), Paris, La Nouvelle Librairie/Fondation du Pont-Neuf, coll. « Le petit livre noir », 216 p., 2022
- Contre le gouvernement des juges ? (dir. avec Bruno Daugeron et Christophe Boutin), Cerf, coll. "Patrimoine", 2023
- Le Référendum, ou comment redonner le pouvoir au peuple, (avec Christophe Boutin), Paris, La Nouvelle Librairie/Fondation du Pont-Neuf, coll. « Le petit livre noir », 288 p., 2023
- "Je viens mourir chez toi". De Sappho à Jean d'Ormesson, la mort des écrivains (avec Sophie Vanden Abeele-Marchal), Paris, Fayard, 266 p., 2024

### Œuvres littéraires

#### Romans
- Les Fidèles, Paris, Pierre-Guillaume de Roux, 2020, 208 p.  (ISBN 978-2363713254)
- Un mauvais maître (roman policier), Paris, La Nouvelle Librairie, coll. « Crimes & Châtiments », 2020, 280 p.  (ISBN 978-2491446321)
- Le Doigt de Dieu (roman policier), Paris, La Nouvelle Librairie, coll. « Crimes & Châtiments », 2021, 282 p.  (ISBN 978-2491446697)
- Tout le pays est rouge (roman policier), Paris, La Nouvelle Librairie, coll. « Crimes & Châtiments », 2022, 298 p.  (ISBN 978-2493898425)
- La constante de Théodore (roman policier), Paris, La Nouvelle Librairie, coll. « Crimes & Châtiments », 2023, 286 p.  (ISBN 978-2493898890)
- Les blés seront plus beaux, suite à Ciel de feu, de Léon Daudet, Préface de Richard de Sèze, Paris, Les Éditions de Flore, 2024,447 p.

#### Nouvelles
- Le Jour où l'État du Vatican remporta la coupe du monde de football, illustrations par Irène d'Avout, Paris, Les Éditions de Flore, 2021, 270 p.

### Sous le pseudonyme d'« E. Marsala »
- Imagine : Note confidentielle sur les événements des 6 et 7 février 2022, éditions François-Xavier de Guibert, coll. « Contre-utopie », Paris, 2004, 184 p.  (ISBN 978-2-86839-929-8)